# Vladimir Ashkenazy
Vladimir Davidovich Ashkenazy (por vezes transliterado Ashkenazi; em russo Влади́мир Дави́дович А́шкенази; Gorki, 6 de julho de 1937) é um pianista e maestro russo. Apesar de nascido na antiga União Soviética, tornou-se cidadão islandês em 1972. Ele também se tornou um cidadão suíço.

## Biografia e carreira
Vladimir Ashkenazy é filho do pianista e compositor de origem judaica David Ashkenazi (Seu sobrenome significa "alemão" no dialeto iídiche e da atriz Yevstolia Grigorievna, Plotnova de nascimento e filha de uma família de camponeses cristãos ortodoxos. Iniciou os seus estudos aos seis anos de idade. Demonstrando um prodigioso talento, foi aceite na Escola de Música Central aos oito anos. Formou-se pelo Conservatório de Moscovo, e em 1955 alcançou o segundo prémio na prestigiosa Competição Internacional de Piano Frederick Chopin em Varsóvia bem como o primeiro lugar em ex-aequo na Competição Internacional Tchaikovsky em 1962. Ele é aclamado pelas suas interpretações inteligentes e bem ponderadas. Efectuou gravações frequentes com a Orquestra Filarmónica de Londres; duas dessas gravações foram do Concerto do Imperador de Beethoven, e diversas peças de Rachmaninov, incluindo o seu Segundo Concerto. Mais tarde, gravaria os 4 Concertos de Rachmaninov. Na década de 70, foi o solista numa gravação dos 5 Concertos para piano de Prokofiev.
Ele gravou todos os 24 Prelúdios e Fugas de Shostakovich, e todo o repertório para piano de Chopin. Sua gravação das 10 Sonatas de Scriabin, é um dos poucos ciclos completos disponíveis comercialmente. A sua gravação das 9 Sonatas de Prokofiev, infelizmente, não mais encontra-se no mercado fonográfico.
A meio da sua carreira como pianista, Ashkenazy iniciou-se na regência. As suas interpretações das sinfonias de Sibelius foram particularmente bem recebidas.
Ashkenazy foi director musical da Royal Philarmonic Orchestra (1987-1994), primeiro dirigente convidado da Cleveland Orchestra (1988-1994) e da Phillarmonia Orchestra. Além disso foi também regente convidado da Orquestra Filarmónica de Berlim, da Orquestra Filarmónica de Los Angeles, da Orquestra Sinfónica de Boston Symphony, da Orquestra Sinfónica de San Francisco e da Orquestra do Concertgebouw. Trabalhou também regularmente em conjunto com a St. Petersburger Philharmonikern.
Até ao final de Junho de 1999 foi o primeiro dirigente e líder musical da Deutschen Symphonie-Orchesters Berlin, função que desempenhou desde 1989. Em 1998 tornou-se regente principal da Orquestra Filarmónica Checa, em 2009 da Orquestra Sinfônica de Sydney.
Vladimir Ashkenazy é actualmente o Presidente da Sociedade Rachmaninoff.
A sua filosofia e opiniões musicais, bem como sobre outros temas diversos, foram publicadas no livro 'Beyond Frontiers' (Nova York: Atheneum, 1985) que escreveu em 1995 em associação com Jasper Parrott.

## Prémios e reconhecimentos
- Grammy Award 'Melhor Interpretação de Música de Câmara':
  - Vladimir Ashkenazy, Lynn Harrell & Itzhak Perlman for Beethoven: The Complete Piano Trios (1988)
  - Vladimir Ashkenazy, Lynn Harrell & Itzhak Perlman for Tchaikovsky: Piano Trio in A Minor (1982)
  - Itzhak Perlman & Vladimir Ashkenazy for Beethoven: Sonatas for Violin and Piano (1979)
- Grammy Award 'Melhor Interpretação Instrumental a Solo (sem orquestra)':
  - Vladimir Ashkenazy for Shostakovich: 24 Preludes & Fugues, Op. 87 (2000)
  - Vladimir Ashkenazy for Ravel: Gaspard de la Nuit; Pavane Pour Une Infante Defunte; Valses Nobles et Sentimentales (1986)